# Мэри, Лиза
Ли́за Мэ́ри Смит или Лиза Мэри (англ. Lisa Marie Smith; род. 5 декабря 1968 года в Пискатауэй, Нью-Джерси, США) — модель и актриса. Приобрела известность благодаря рекламным кампаниям Calvin Klein и длительным близким отношениям с американским кинорежиссёром Тимом Бёртоном.

## Биография

### Детство и модельный бизнес
Родилась в городке Пискатауэй, Нью-Джерси. Воспитывалась отцом и его родителями. В четыре года после смерти бабушки была отдана в католическую школу-приют для детей в Нью-Джерси. С семи лет она изучала балет и занималась фортепиано. По достижении 15 лет переехала в Нью-Йорк, чтобы учиться сценическому искусству, современному танцу и музыке.
В середине 1980-х была моделью известного фотографа Роберта Мэплторпа. Снималась у Брюса Уэббера для рекламы духов Obsession Calvin Klein. В 1988 году она снялась в небольшой роли в полудокументальной ленте Уэббера «Давайте затеряемся», а затем у Вуди Аллена в фильме «Элис».

### Отношения с Бёртоном
На вечеринке в честь наступления 1992 года в клубе Goldfinger, куда она была приглашена одним из будущих сценаристов фильма «Марс атакует!» Джонатаном Джемсом, Мэри встретила известного американского режиссёра Тима Бёртона. У них быстро завязались близкие отношения, окончившиеся помолвкой 14 февраля 1993. Бёртон объявил Лизу Мэри, имеющую с тех пор значительное влияние на творчество режиссёра, своей музой. Также Мэри участвовала практически во всех лентах Бёртона вплоть до 2001 года и озвучила несколько ролей в его мультипликационных фильмах. Многие критики и большинство фанатов режиссёра называют этот период жизни и творчества Бёртона наиболее продуктивным и впечатляющим.
В 1994 году в фильме «Эд Вуд» она сыграла роль культового персонажа готической субкультуры Вампиру. При подготовке к роли она разыскала и длительное время общалась с исполнительницей оригинальной Вампиры — Майлой Нурми.
В 2000 Мари была ведущей шоу Exposure — подборки коротких фильмов разных режиссёров (Тим Бёртон, Кевин Смит, Алекс Пройас, Джордж Лукас и другие), выходивших в разное время на Sci-Fi Channel. В том же году она снималась в рекламе часов Timex.
Разрыв пары произошёл по завершении съемок ремейка «Планеты обезьян». Бёртон увлекся английской актрисой Хеленой Бонэм-Картер, игравшей одну из ролей в этом фильме. Лиза и Тим Бёртон поддерживали отношения девять с половиной лет. Восемь с половиной из них они прожили вместе. Вопреки бытующему мнению, Мэри и Бёртон никогда не были женаты.

### После Бёртона
Актриса устроила публичную распродажу вещей и мебели из своего дома, связанных с именем Бёртона.
По решению суда Бёртон был обязан выплатить $ 5,4 миллиона. В 2007 году подала повторный иск, и заявив о том, что благодаря стараниям Бёртона и его друга Черри Ванилла сумма иска была явно занижена, потребовала от режиссёра доплаты. Суд отклонил просьбу Мэри. После ряда слушаний, в сентябре 2008 года дело было решено в пользу Бёртона.
Работала моделью в рекламе (Gillette, Tactel и т. п.), снималась, в том числе и обнаженной, для журналов Playboy, Maxim и Esquire. Она успешно пробует себя как фотограф, продавая собственные снимки различным журналам.
Летом 2006 года в прессу попали фотографии, сделанные папарацци, на которых Лиза Мэри загорала обнажённой в компании американского актёра Джеффа Голдблюма. Это дало пищу разнообразным слухам о личной жизни. До сих пор они не нашли подтверждения и не были опровергнуты ни одним из актёров.
В 2007 году, вместе с Кассандрой Петерсон, Робом Зомби и Малкольмом Макдауэллом она появилась в документальном фильме Тайный мир суперфанатов, рассказывающем о знаменитостях, не имеющих супер-звёздного статуса, но тем не менее являющихся объектом обожания многочисленных фанатов.
В 2012 снялась в маленькой роли в фильме Роба Зомби Повелители Салема. В 2015 году выходят 2 фильма с её участием: первый комедийный фильм ужасов Город монстров, где она исполнила камео в одной из новелл, и независимый фильм ужасов Мы ещё здесь, где актриса сыграла роль первого плана.

## Факты
- В одном из номеров журнал «Vanity Fair» напечатал фотографии, сделанные Лизой Мэри и Тимом Бёртоном друг напротив друга. Это произошло уже после того, как пара разорвала свои отношения.
- Лиза должна была сыграть главную роль в ремейке классического фильма ужасов Марио Бава «Маска Сатаны» по повести Николая Гоголя «Вий». Фильм хотел поставить лично Тим Бёртон. Проект был закрыт на стадии препроизводства.
- Во время съемок в фильме «Марс атакует!» её костюм — плотно обтягивающее платье в красных спиралях — сшивался непосредственно на Лизе Мэри. По замыслу режиссёра, на костюме инопланетянки не должно было быть застёжек или пуговиц.
- Всего Лиза снялась в пяти фильмах своего бойфренда. Также она озвучила трёх персонажей в сериале «Стейнбой — мальчик-пятно», который также был снят Бёртоном.
- Во время работы фотомоделью параметры Лизы Мари составляли 86-63-89 (34D-25-35 в дюймах) при росте 168 см.
- Любительница собак породы чихуахуа. В настоящее время — хозяйка двух псов по кличке Вайолет и Поппи. Поппи сыграл одну из ролей в блокбастере «Марс атакует!».
- Достоверно известно, что Лиза Мари послужила прообразом для одного из персонажей анимационного кукольного фильма «Кошмар перед Рождеством» — тряпичной куклы Сэлли.
- Лиза лично курирует сообщения в Message board на своей страничке в IMDb, часто отвечая фанатам на различные вопросы.
- Играет на гитаре и фортепиано.
- В определённых кругах Мэри известна как художник. Для выполнения своих работ она предпочитает акварель[источник не указан 2804 дня].

## Фильмография
| Год  | Русское название             | Оригинальное название         | Персонаж                                                           | Примечание               |
| ---- | ---------------------------- | ----------------------------- | ------------------------------------------------------------------ | ------------------------ |
| 1988 | Давайте затеряемся           | Let’s Get Lost                | камео                                                              | документальный фильм     |
| 1988 | Полиция Майами. Отдел нравов | Miami Vice                    | Синдер (в 2-х эпизодах)                                            |                          |
| 1990 | Элис                         | Alice                         | гостья офисной вечеринки                                           |                          |
| 1990 | Разговоры с Винсентом        | Conversations with Vincent    | Играет саму себя                                                   | незаконченный док. фильм |
| 1994 | Эд Вуд                       | Ed Wood                       | Вампира                                                            |                          |
| 1996 | Марс атакует!                | Mars Attacks!                 | марсианская шпионка                                                |                          |
| 1997 | Имплантаторы                 | Breast Men                    | Ванесса                                                            |                          |
| 1998 | Лягушки для змей             | Frogs for Snakes              | Мирла Л’Хатски                                                     |                          |
| 1998 | Сонная лощина                | Sleepy Hollow                 | Леди Крейн (мать Икабода)                                          |                          |
| 1998 | Если… Собака… Кролик…        | If… Dog… Rabbit…              | Джуди                                                              |                          |
| 1999 | Заметая следы                | Tail Lights Fade              | Китти                                                              |                          |
| 2000 | Преследуя дракона            | Chasing the Dragon            | Клэр Оберон                                                        |                          |
| 2000 | Два Ника                     | The Beat Nicks                |                                                                    |                          |
| 2000 | Стейнбой — мальчик-пятно     | The World of Stainboy         | Девочка-Спичка (голос), Мама Стейнбоя (голос), Крекер-гёрл (голос) |                          |
| 2000 | Timex. Манекен               | Timex. Mannequin              | Манекен                                                            | рекламный фильм          |
| 2001 | Планета обезьян              | Planet of the Apes            | Нова                                                               |                          |
| 2003 | Снимаясь                     | Starring                      |                                                                    | короткометражный фильм   |
| 2007 | Тайный мир суперфанатов      | The Secret World of Superfans | камео                                                              | документальный фильм     |
| 2012 | Повелители Салема            | The Lords of Salem            | Присцилла Рид                                                      |                          |
| 2014 | Мы ещё здесь                 | We Are Still Here             | Мэй Льюис                                                          |                          |
| 2014 | Dominion                     | Dominion                      | Tonjura                                                            |                          |
| 2015 | Город монстров               | Tales of Halloween            | The Victorian Widow                                                |                          |